# Beltrán Benedit
Beltrán Benedit (Paraná; 28 de septiembre de 1957) es un ingeniero agrónomo y político argentino de La Libertad Avanza. Es diputado de la Nación Argentina por la Provincia de Entre Ríos desde 2023.

## Biografía
Benedit es ingeniero agrónomo de la Universidad Católica Argentina. Oriundo de Paraná, vinculado al sector agropecuario de Entre Ríos, fue director de la Sociedad Rural Argentina, distrito Entre Ríos, y del Registro Nacional de Trabajadores Rurales y Empleadores (RENATRE), en la provincia.
Fue elegido diputado de la Nación Argentina por la Provincia de Entre Ríos en las Elecciones  legislativas de 2023, en el primer puesto de la lista La Libertad Avanza.
Se opone a las estrellas amarillas que recuerdan a las víctimas de tránsito por considerarlas "símbolos paganos en un país católico".
En julio de 2024 organizó una visita "humanitaria" de legisladores de La Libertad Avanza al militar represor Alfredo Astiz —condenado, entre otros crímenes, por haber asesinado a las monjas francesas Alice Domon y Léonie Duquet— junto a otros militares presos por crímenes contra la humanidad cometidos por el terrorismo de Estado de la última dictadura cívico-militar argentina. El legislador afirmó que estos crímenes "no han sido probados, no tienen condena firme y en muchos casos son inventados" y prometió liberar a los represores.

## Historial electoral
| Año  | Candidatura                          | Partido / Coalición                | Elección     | votos   | Porcentaje       | Resultado                 |
| ---- | ------------------------------------ | ---------------------------------- | ------------ | ------- | ---------------- | ------------------------- |
| 2023 | Diputado de la Nación por Entre Ríos | Independiente / La Libertad Avanza | Legislativas | 174.787 | \| \| 23,70 % \| | Electo (1.er lugar lista) |
|      | 23,70 %                              |                                    |              |         |                  |                           |